# Team Sleep
Team Sleep é um grupo musical norte-americano de rock alternativo experimental liderado pelo vocalista/guitarrista Chino Moreno, mais conhecido como frontman da banda californiana de metal alternativo Deftones.
A música de Team Sleep tange muitos ritmos e gêneros musicais, incluindo dream pop, trip hop, post-hardcore, shoegaze, post-rock e electronica. Mais do que os Deftones, muitos dos temas e letras do grupo são sensacionais e imaginativos em sua natureza, pescando fontes literárias como Edgar Allan Poe e eventos históricos como o Massacre de Jonestown.
Desde o ano de 2007, Team Sleep é composto de Chino Moreno, guitarrista Todd Wilkinson, turntablist DJ Crook, baterista Zach Hill e baixista/guitarrista/tecladista Rick Verrett.

## História

### Gravação do primeiro álbum
O material para o primeiro álbum já estava disponível entre 2002–2003, mas Moreno estava irritado com o fato de que algumas canções de Team Sleep já estavam sendo veiculadas pela internet. Principalmente por causa do lançamento do quarto disco dos Deftones a finalização oficial do material ficou impedida. A premiere mundial de Team Sleep ocorreu também em 2002, na rádio "POWER 106 FM", de Los Angeles, com o título "Mercedes".
Vocalistas como Mike Patton e Melissa Auf der Maur foram cojitados ou estiveram envolvidos nas gravações, mas suas contribuições não foram incluidas no produto final (a faixa "Kool-Aid Party" com Patton circulou pela internet). Os vocalistas Rob Crow e Mary Timony foram, fora  Moreno, os únicos incluídos no álbum.
O álbum Team Sleep foi finalmente lançado em maio de 2005. Seguindo o lançamento, a banda realizou uma turnê e acabou por incluir versões demos de suas músicas em sua plataforma no MySpace.

### O segundo álbum e atividade da banda
Segundo uma entrevista, concedida por Moreno novembro de 2007, um segundo álbum não estaria sendo planejado até o ano de 2010 e ao invés disso a banda lançaria uma série de EPs online.
Também em entrevista, março de 2012, Chino afirmou que a banda "ainda vive", mas que não houve "oportunidade de se reunir" mas que "isso poderia mudar brevemente".

## Discografia
| Álbum                                | Lançamento         | Ano  |
| ------------------------------------ | ------------------ | ---- |
| Team Sleep                           | CD                 | 2005 |
| Matrix: Reloaded faixa: “Passportal” | CD (trilha sonora) | 2003 |